# José María Belauste
 (septembre 2014).
Si vous disposez d'ouvrages ou d'articles de référence ou si vous connaissez des sites web de qualité traitant du thème abordé ici, merci de compléter l'article en donnant les références utiles à sa vérifiabilité et en les liant à la section « Notes et références ».
José María Belausteguigoitia Landaluce, plus connu comme José María Belauste, né le 3 septembre 1889 à Bilbao (Pays basque, Espagne) et mort le 4 septembre 1964 à Mexico DF (Mexique), est un footballeur international espagnol reconverti en entraîneur. Avec l'Espagne, il remporte la médaille d'argent aux Jeux olympiques d'été de 1920. Le but qu'il marque lors de ces JO le transforme en mythe et donne lieu à la légende de la "Furia roja" ou "Furia española".

## Biographie

### Club
Belauste joue durant toute sa carrière avec l'Athletic Bilbao, club qu'il rejoint en 1904 ou 1906 et qu'il quitte en 1926. Avec Pichichi, il est grande référence du club basque dans les années 1910 et 1920. Avec l'Athletic, il remporte six Coupes d'Espagne (le championnat d'Espagne n'existe pas encore). Il remporte aussi trois championnats du Nord et deux championnats de Biscaye. Il met un terme à sa carrière de joueur en 1924.
Avec l'Athletic, il joue une centaine de match, ce qui est considérable à une époque où il y a beaucoup moins de matchs qu'au XXIe siècle.
Le jeu de Belauste est basé sur sa puissance physique impressionnante. Il mesure 193 cm et pèse 95 kilos. C'est un athlète qui en plus du football pratique aussi le lancer de palanca (un sport rural basque), la randonnée en montagne et le tennis. Il joue au poste de milieu défensif mais il montait parfois en attaque profitant de sa haute stature pour le jeu aérien.
Belauste détient avec Piru Gaínza le record de finales jouées de la Coupe d'Espagne : neuf finales.
En 1920, il remporte la médaille d'argent avec l'Espagne aux Jeux olympiques de 1920.
Un an avant sa mort, Belauste reçoit l'insigne d'or et brillants de l'Athletic Bilbao. Il reçoit aussi la Médaille au mérite  de la Fédération espagnole de football.

### Équipe nationale
Belauste fait partie du onze initial du premier match de l'équipe d'Espagne aux Jeux olympiques de 1920. Il joue trois matchs lors de ces JO où l'Espagne obtient la médaille d'argent. Belauste joue le premier match face au Danemark, le troisième face à la Suède et le cinquième contre les Pays-Bas. C'est face à la Suède que Belauste forge sa légende en inscrivant un but fameux.
Ce sont ses seuls matchs avec l'Espagne. En 1924, il est convoqué pour les Jeux olympiques mais il n'est pas en forme et l'Espagne est éliminée sans que Belauste puisse jouer.

### Vie privée et militantisme politique
Belauste appartient à une famille bourgeoise de Laudio. Il y a dans sa famille d'autres footballeurs. Même si Belauste est le plus connu, ses frères cadets Francisco (Pacho) et Ramón jouent avec l'Athletic Bilbao et remportent la Coupe d'Espagne.
Malgré son aspect brutal et son style de jeu basé sur le physique, en vérité Belauste est cultivé et bénéficie d'une formation académique. Il s'adonne à la peinture dans ses moments de loisir. Il étudie le Droit à l'Université de Salamanque et exerce ensuite son métier d'avocat. Sa principale source de revenus était son métier d'avocat car Belauste ne fut jamais footballeur professionnel, il reste amateur tout au long de sa carrière.
Belauste se marie à Dolores Zuloaga, nièce du peintre célèbre Ignacio Zuloaga, avec qui il a trois filles.
Une autre caractéristique importante de la vie de Belauste est son militantisme politique en faveur du nationalisme basque. Il est passionné par la politique. Son frère cadet, Federico, est une figure importante du nationalisme basque car il est un des fondateurs et premiers dirigeants du Partido Nacionalista Vasco (PNV). Son frère est un ami personnel de Sabino Arana. Belauste et ses frères militent au PNV. Belauste se présente une fois comme candidat au Parlement espagnol. Belauste exprime publiquement ses opinions nationalistes et en 1922 il doit s'exiler temporairement en France après avoir prononcé un discours que les autorités trouvèrent trop nationaliste. Il quitte ensuite le PNV et participe à la fondation d'ANV, une scission laïque et de gauche du PNV. Cependant, après que des églises soient brûlées, Belauste revient au PNV.

## Palmarès
Avec l'Athletic Bilbao :
- Vainqueur de la Coupe d'Espagne en 1910, 1911, 1914, 1915, 1916 et 1921

Avec l'Espagne :
- Médaille d'argent aux Jeux olympiques de 1920